# James King (navigateur)
Pour les articles homonymes, voir James King et King.
James King est né en 1750 dans le Lancashire. Il s'engage dans la marine à 15 ans et sert sur Palliser à Terre-Neuve puis en mer Méditerranée (de 1765-1770).

## Moments importants
James King commence sa carrière d'officier pendant la troisième expédition Cook comme 2e puis 1er lieutenant à bord du Resolution (1776-1779) puis commandant sur le Discovery (1779-1780). En 1780 il est promu capitaine de vaisseau. En 1782, il devint membre de la Royal Society. Il meurt à Nice en 1784.